# Ploske, Tarașcea
Ploske (în ucraineană Плоске) este o comună în raionul Tarașcea, regiunea Kiev, Ucraina, formată numai din satul de reședință.

## Demografie
Componența lingvistică a comunei Ploske
     Ucraineană (98,24%)
     Rusă (1,76%)
Conform recensământului din 2001, majoritatea populației comunei Ploske era vorbitoare de ucraineană (98,24%), existând în minoritate și vorbitori de rusă (1,76%).